# Manfred Feilmeier

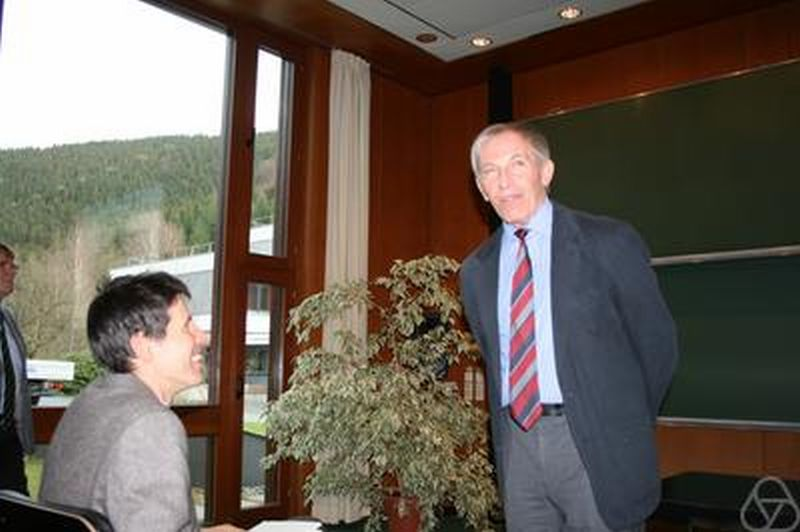
Manfred Feilmeier anlässlich der Verleihung des Oberwolfach-Preises an Laszlo Szekelyhidi (sitzend), Oberwolfach 2011

Manfred Feilmeier (* 16. September 1941 in München) ist ein deutscher Versicherungsmathematiker, Informatiker und Unternehmer.

## Leben
Feilmeier studierte Mathematik an der Technischen Hochschule München, an der er promovierte und habilitierte. Ab 1975 hatte er einen Lehrstuhl an der Technischen Universität Braunschweig inne und war später Direktor des Instituts für Rechentechnik der Hochschule. Dabei forschte er insbesondere zu Parallelrechnern und war an der Gründung der Parallel Computing Society beteiligt. 1985 wechselte er in die Wirtschaft und widmete sich fortan seiner Firma.
1980 hatte Feilmeier mit Michael Junker das Unternehmen Prof. Dr. Feilmeier, Junker & Co., Institut für Wirtschafts- und Versicherungsmathematik GmbH gegründet, das sich insbesondere mit der Umsetzung von Informationstechnologie bei Versicherern und weiteren Finanzdienstleistern auseinandersetzte. Hierbei entwickelte das Unternehmen 1987 mit VWS Leben ein System für Lebensversicherungsunternehmen, das sich als Standardsoftware verkaufen ließ. Lange Zeit leitete er das Unternehmen als Vorstandsvorsitzender, während er sukzessive seine Beteiligung am zwischenzeitlich zu einem Konzern angewachsenen Unternehmen zurückführte. Im Februar 2000 ging die FJA AG in Deutschland an die Börse. Nach der Akquise der Heubeck AG 2003 übernahm er dort den Aufsichtsratsvorsitz. Zwei Jahre später gab er den Vorstandsvorsitz bei dem nun als FJH AG firmierenden Unternehmen ab und wechselte auch hier in den Aufsichtsrat, wo er knapp zwei Jahre tätig war.
Ab 1991 war Feilmeier Vorstandsmitglied der Deutschen Gesellschaft für Versicherungsmathematik, zwischen 1994 und 2011 saß er im Vorstand der Deutschen Aktuarvereinigung. Seit 1985 führt er als Veranstalter das Versicherungsmathematische Kolloquium der Ludwig-Maximilians-Universität München. 2019 gehörte er zu den Gründungsmitgliedern der German Data Science Society, in deren Beirat er seither vertreten ist.